# Chiesa di San Salvatore (Brescia)
La basilica di San Salvatore sorge a Brescia, all'interno del complesso di Santa Giulia. Fondata nel 753 come chiesa del monastero femminile di San Salvatore, nel corso dei secoli fu più volte rimaneggiata ed entrò a far parte del nuovo complesso, la cui chiesa dedicata a Santa Giulia fu terminata nel 1599.
Fa parte del sito seriale "Longobardi in Italia: i luoghi del potere", comprendente sette luoghi densi di testimonianze architettoniche, pittoriche e scultoree dell'arte longobarda, iscritto alla Lista dei patrimoni dell'umanità dell'UNESCO nel giugno 2011.

## Storia
Il monastero e la sua chiesa furono fondati nel 753 dal duca di Brescia Desiderio, futuro re dei Longobardi, e da sua moglie Ansa, che misero a guida del complesso la figlia Anselperga come prima badessa; la cripta fu realizzata nel 759-760, all'interno della quale furono collocate le reliquie delle sante Giulia, Sofia, Pistis, Elpis e Agape, e dei santi Ippolito e Pimenio. Nel 763 la basilica e l'annesso monastero furono consacrati da Papa Paolo I con una solenne cerimonia. Già nel secolo successivo e poi ancora in quelli seguenti fu ampiamente rimaneggiato e arricchito, tanto che al caratteristico stile longobardo si sono aggiunte numerose altre tipologie architettoniche.
La chiesa si presenta a tre navate, in cui sono state utilizzate colonne romane preesistenti, senza abside e senza facciata; si tratta di un rifacimento datato intorno al IX secolo dell'edificio voluto originariamente da re Desiderio, a una navata e tre absidi. A sua volta la basilica sorge su una precedente domus di epoca romana risalente al I secolo d.C.. Sono inoltre visibili le fondazioni di una chiesa ed un complesso monastico più antiche, ovvero il monastero dei Santi Michele e Pietro.

## Architettura
Del nucleo originario si conserva la struttura a tre navate scandite da colonne e capitelli in parte di età classica e reimpiegate nel nuovo edificio, in parte di manifattura bizantina, in parte creazione originale in loco. La chiesa, con transetto a tre absidi, era interamente decorata da stucchi e affreschi, tanto da costituire, insieme al Tempietto di Cividale, uno dei più ricchi e meglio conservati apparati ornamentali dell'Alto Medioevo. In gran parte perduta la decorazione della cripta, anch'essa a tre absidi, si è parzialmente conservato il corredo liturgico marmoreo.

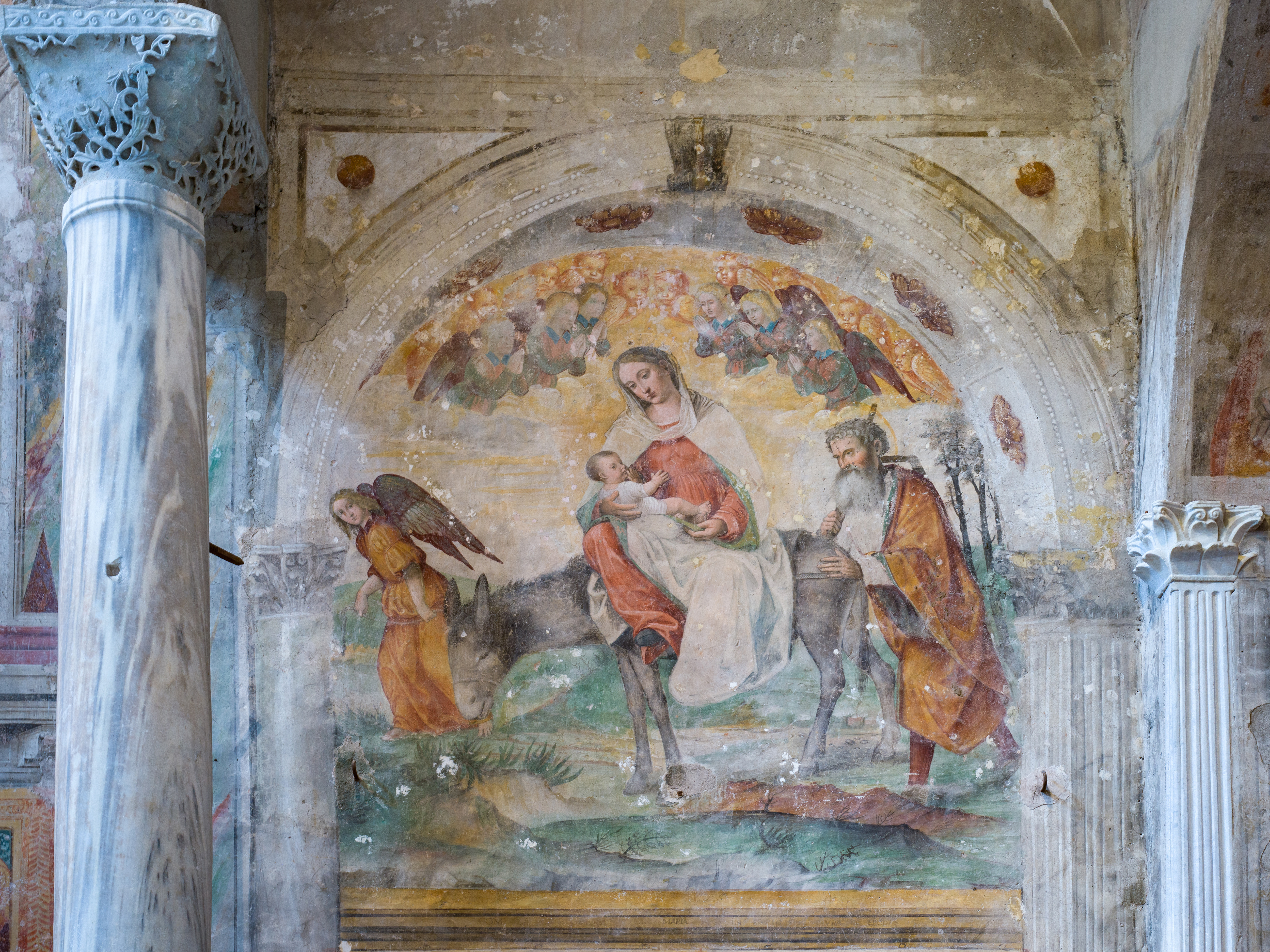
La fuga dall'Egitto di Paolo da Caylina il Giovane

All'interno di San Salvatore si possono ammirare affreschi di Paolo da Caylina il Giovane e Floriano Ferramola, nonché alcuni affreschi risalenti all'epoca carolingia. Il coro delle monache, costruito nel 1466, diverrà presbiterio nel XVI secolo. A destra dell'ingresso è situata la cappella ricavata alla base del campanile, rivestita all'esterno e all'interno dal ciclo delle Storie di sant'Obizio dipinte dal Romanino tra il 1526 e il 1527. Sul lato opposto si apre la cappella della Vergine, interamente decorata dal ciclo delle Storie della Vergine e dell'infanzia di Cristo dipinto dal Caylina dopo il 1527 e conservato integralmente. La cappella di San Giovanni Battista, attigua a est, conserva invece parte delle Storie di san Giovanni Battista, ciclo ad affresco eseguito da un maestro lombardo del XIV secolo. Di Floriano Ferramola, invece è il San Michele Arcangelo affrescato a destra dell'ingresso principale, sulla ex facciata della chiesa.
Nell'ultima cappella della navata sinistra è invece esposto il gruppo delle terrecotte architettoniche provenienti dalla stessa chiesa e originariamente parte di un qualche apparato monumentale, mentre in più punti della chiesa sono raccolti i marmi longobardi frammentari che costituivano l'originale arredo liturgico.